# Lijst van gouverneurs van Jogjakarta
De lijst van gouverneurs van Jogjakarta bevat een overzicht van de gouverneurs van Jogjakarta in Indonesië, voorheen Nederlands-Indië, vanaf 1928 tot heden.

## Gouverneurs van Yogyakarta
- 1928-1929: Johan Ernst Jasper
- 1929-1933: Pieter Rudolph Wolter van Gesseler Verschuir
- 1933-1934: Helenius Henri de Cock
- 1934-1939: Johannes Bijleveld
- 1939-1942: Lucien Adam
- 1945-1988: Hamengkoeboewono IX
- 1988-1998: Paku Alam VIII
- 1998-heden: Hamengkoeboewono X